# Leptogium californicum
Leptogium californicum är en lavart som beskrevs av Tuck. Leptogium californicum ingår i släktet Leptogium och familjen Collemataceae.   Inga underarter finns listade i Catalogue of Life.